# Mariapfarr
Mariapfarr är en ort och kommun  i Österrike. Den ligger i distriktet Tamsweg i förbundslandet Salzburg, 230 km sydväst om huvudstaden Wien.
Kommunen består av tre orter (Ortschaften) (inom parentes invånarantal 1 januari 2024):
- Mariapfarr (1 696)
- Pichl (380)
- Zankwarn (419)

Mariapfarr är känt för sin kyrka, ursprungligen i romansk stil från 1100- och 1200-talet och ombyggd i gotik på 1400-talet. I kyrkan tjänstgjorde Joseph Mohr 1815 till 1817, och här skrev han texten till den berömda julpsalmen Stilla natt, heliga natt. Raden Holder knab’ im lockigten Haar i den tyska texten sägs vara inspirerad av en bild i högaltaret. (I den svenska översättningen heter det: stjärnan blid / skiner på barnet i stallets strå.) Psalmen uruppfördes julafton 1818 i Oberndorf efter att den tonsatts av Franz Gruber. Mariapfarr har ett museum över kyrkan, vallfärdandet hit och Mohrs julsång. Kyrkan är upphöjd till en basilica minor.

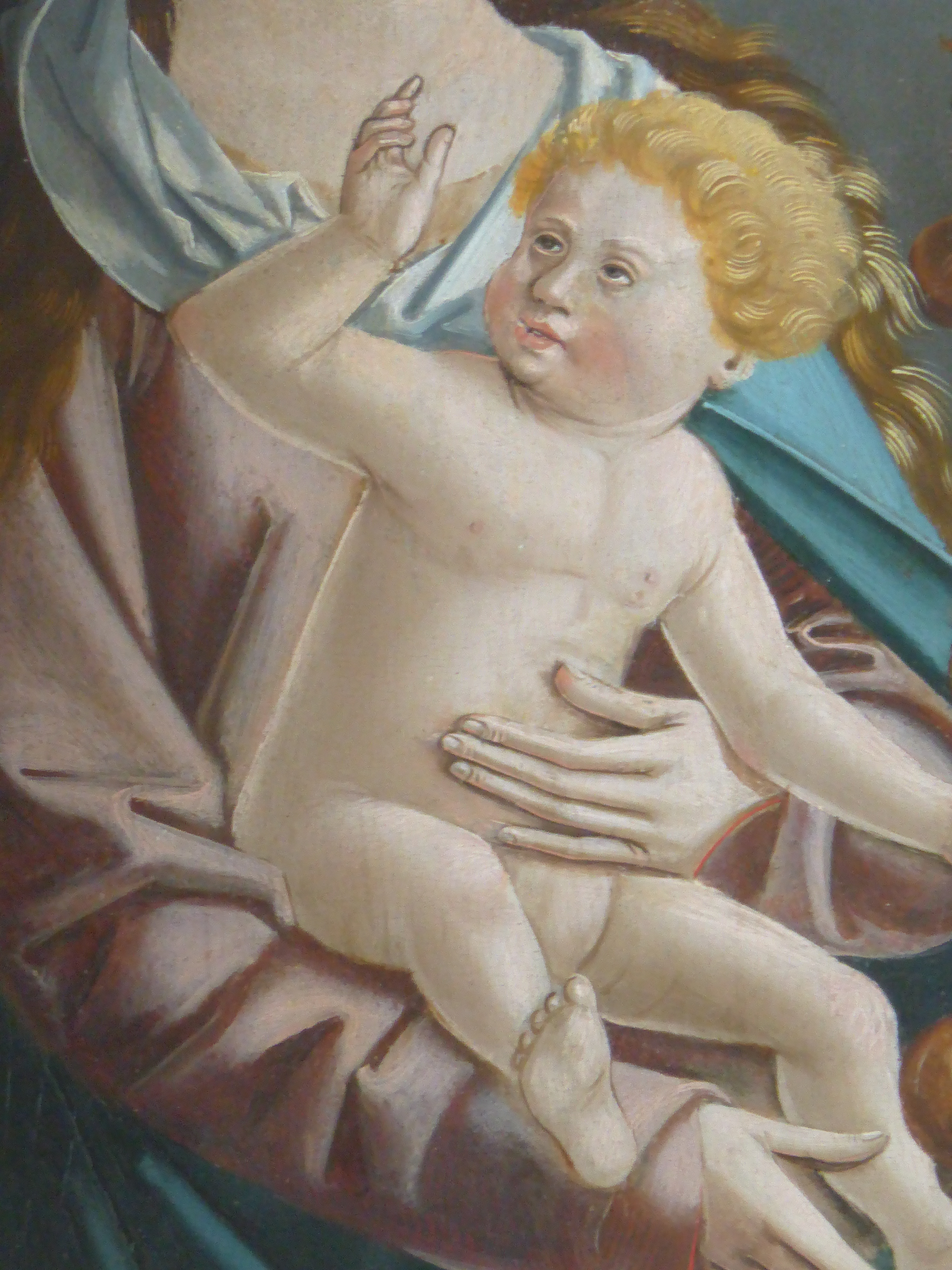
Bild i högaltaret, från omkring år 1500, som inspirerat till en rad i julsången Stilla natt, heliga natt.